# Хомологија (биологија)
Хомологија је однос заједничког порекла између карактера̂ присутних код различитих организама (врста, таксона и сл). Овај карактер наслеђен је од заједничког претка, а све данас присутне разлике десиле су се током еволуционе дивергенције организама. Термин је у биолошку науку увео палеонтолог Ричард Овен 1840. године, а сама реч потиче од старогрчких: ὅμοιος (сличан, исти, налик) и λογος (слово, наука, закон).
Хомологија се може уочити на различитим новоима биолошке организације, од молекуларног (хомологне секвенце нуклеотида у гену), преко цитогенетичког (хомологи хромозоми) до морфоанатомског (хомологни делови органа, органи или системи органа).